# Тарангул (село)
Тарангул (каз. Торанғұл) — село в Есильском районе Северо-Казахстанской области Казахстана. Административный центр Тарангульского сельского округа. Код КАТО — 594257100.

## Население
В 1999 году население села составляло 521 человек (247 мужчин и 274 женщины). По данным переписи 2009 года, в селе проживало 487 человек (241 мужчина и 246 женщин).

## История
По одним источникам основано в 1906 году крестьянами-переселенцами в урочище Тарангул. По другим источникам на территории нынешнего села сначала были заимки покровских крестьян Чередниченко, Засыпкина, Слободченко. В 1927 были организованы сельхозартели «Зуммер» и «Азия», в 1928 они объединились под одним названием «Азия». Так был назван и поселок. 16 августа 1971 года Указом Президиума Верховного совета Казахской ССР село Азия было переименовано в село Тарангул.